# Ю̄
Ю̄ (en minúscula: ю̄; cursiva: Ю̄ю̄) es una letra del alfabeto cirílico. Su ligatura deriva de la letra cirílica Yu (Ю ю) a la que se le añade un hugižila (хугижила), o macrón en la parte superior del carácter.
Yu con macrón es utilizado en los idiomas aleutiano (en el dialecto bering), evenki, mansi, nanai, negidal, orok, ulch, sami kildin, selkup y checheno.

## Códigos de computación
| Carácter                    | Ю                                      | Ю                                      | ю                                    | ю                                    | ̄                 | ̄                 |
| --------------------------- | -------------------------------------- | -------------------------------------- | ------------------------------------ | ------------------------------------ | ---------------- | ---------------- |
| Nombre unicode              | CYRILLIC CAPITAL LETTER YU WITH MACRON | CYRILLIC CAPITAL LETTER YU WITH MACRON | CYRILLIC SMALL LETTER YU WITH MACRON | CYRILLIC SMALL LETTER YU WITH MACRON | COMBINING MACRON | COMBINING MACRON |
| Codificaciones              | Decimal                                | hex                                    | dec                                  | hex                                  | dec              | hex              |
| Unicode                     | 1070                                   | U+042E                                 | 1102                                 | U+044E                               | 772              | U+0304           |
| UTF-8                       | 208 174                                | D0 AE                                  | 209 142                              | D1 8E                                | 204 132          | CC 84            |
| Numeric character reference | &#1070;                                | &#x42E;                                | &#1102;                              | &#x44E;                              | &#772;           | &#x304;          |